# Partíció
A partíció a merevlemez egy önálló logikai egysége, amely fájlrendszer tárolására alkalmas. Ahhoz, hogy egy merevlemezt használni tudjunk, annak általában legalább egy formázott (azaz fájlrendszert tartalmazó) partíciót kell tartalmaznia, bár vannak alkalmazások (pl. adatbáziskezelők), melyek fájlrendszer nélküli lemezek/partíciók használatára is képesek („raw disk”).

## Mikor érdemes több partíciót használni
Egy partíció egyetlen fájlrendszer adatait képes tárolni, ezért ha több fájlrendszert szeretnénk, mindenképpen particionálnunk kell a merevlemezt. Több oka is lehet különböző fájlrendszerek használatának: egyrészt különböző operációs rendszerek használata, másrészt ha kisebb logikai egységekre akarjuk bontani a merevlemezünket. Ez utóbbinak az a veszélye, hogy mivel egy partíció méretét előre meg kell adni, előfordulhat, hogy egy partíciónk betelik, míg némelyik szinte teljesen kihasználatlan. További oka lehet a több partíció használatának az, ha az operációs rendszer által kezelhető fájlrendszer legnagyobb mérete kisebb mint a rendelkezésre álló lemez mérete, és csak akkor tudja kihasználni a lemez teljes kapacitását, ha azon több partíciót használ. Egyes rendszerek képesek a partícióikat átméretezni (általában csak növelni).

### Unix és Unix-szerű rendszerek particionálási szokásai
Unix és Unix-szerű (például Linux) rendszereken biztonsági és praktikus okokból több fájlrendszert szokás létrehozni. A fájlrendszer lehet diszk partíción vagy logikai köteten. A ZFS fájlrendszer beépítve tartalmazza a lehetőséget több fájlrendszer létrehozására akár egy diszken/partíción belül is. Ugyanezt a logikai kötetkezelő a fájlrendszer és a diszk (teljes diszk vagy partíció) közötti rétegként valósítja meg.
Ezeken a rendszereken a fájlok és könyvtárak egyetlen faszerkezetben foglalnak helyet, szemben az MS-DOS és Windows rendszerekből ismert meghajtókkal (minden meghajtó egy fastruktúrát tartalmaz, amit egy betűjel azonosít). Itt a partíciókat egy csatolásnak (mount) nevezett művelettel kapcsoljuk a fastruktúrába. A gyökérkönyvtár minden alkönyvtára jól definiált tulajdonságokkal rendelkező fájlokat tartalmaz, ezért ezeket az esetek többségében célszerű külön fájlrendszerbe rakni. Ajánlott még csere (angolul: swap) partíciót használni, bár használata nem kötelező, és a swap nemcsak partíció, hanem szükség esetén normál fájl is lehet.
Biztonsági okokból ajánlott különböző fájlrendszerbe tenni:
- /tmp   Ideiglenes fájlokat tartalmaz. Ajánlott csatolási opciók: noexec,[2] nodev
- /home   A felhasználók adatait tartalmazza. Ajánlott csatolási opciók: nodev
- /var   A gyakran változó fájlokat és naplófájlokat tartalmazza. Ajánlott csatolási opciók: nodev, noexec
- /usr   A programok és a hozzájuk tartozó állandó adatok (ikonok, header fájlok). Ajánlott csatolási opciók: ro, nodev

## MBR partíciós tábla
Személyi számítógépeken (PC) a rendszertöltés (boot) folyamatának részeként a BIOS betölti a merevlemez fő rendszertöltő rekordját (Master Boot Record, MBR), innen folytatódik az operációs rendszer betöltése. A fő rendszertöltő rekordban legfeljebb négy partíció adatainak tárolására van hely, ezért a merevlemez legfeljebb négy ún. elsődleges partíciót tartalmazhat. Particionáláskor meg lehet adni az aktív (boot) partíciót, 
ami MS-DOS és Windows rendszereken rendszerint az első elsődleges partíció, hogy a rendszer az mbr hagyományos boot loaderével bootolásra képes legyen. A mai boot loaderek/managerek már nem az aktív partíció jelzését használják a bootolandó partíció kiválasztására, hanem lehetővé teszik, hogy azt a kezelő válassza ki a bootolás előtt.

### A partíciók típusai

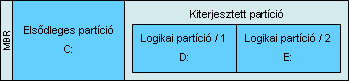
Partíciótípusok: elsődleges, kiterjesztett és logikai partíciók (Windowsban használatos meghajtójelekkel)

#### Elsődleges (primary) partíció
A fő rendszertöltő rekordban lévő fő partíciós táblában (Master Partition Table) elhelyezkedő partíciók. Egyes operációs rendszerek igénylik, hogy első (rendszer-)partíciójuk elsődleges legyen, ilyenek például az MS-DOS, Windows és a Minix. Más operációs rendszerek nem szabják ezt meg, ilyen például a Linux.
A merevlemezen legfeljebb 4 elsődleges partíció lehet. A rendszerindításra kijelölt partíciót aktív partíciónak nevezzük.

#### Kiterjesztett (extended) partíció
Mivel a legfeljebb négy partíció hamar kevésnek bizonyult és a fő rendszertöltő rekordban nem volt több hely, szükségessé vált a probléma megkerülése. A kiterjesztett partíció egy olyan elsődleges partíció, amely nem fájlrendszert, hanem egy második partíciós táblát tartalmaz, így lehetővé válik több partíció használata.
Az első partíciós táblában egyetlen kiterjesztett partíció lehet, a többinek elsődlegesnek kell lennie.

#### Logikai (logical) partíció
A kiterjesztett partícióban található partíciós táblában felsorolt partíció.

### Particionáló programok
A legtöbb operációs rendszeren az "fdisk" program használható a merevlemez particionálására, Linuxon más partícionáló programok is vannak: cfdisk, sfdisk, parted.

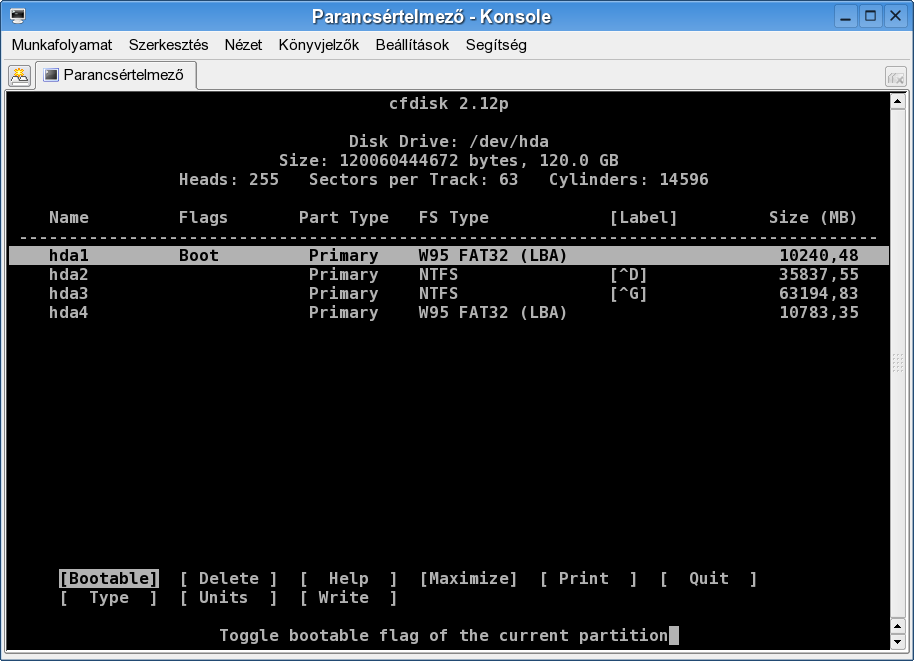
A cfdisk program

Szükség lehet arra, hogy egy már partíciókat tartalmazó merevlemez partíciós tábláját megváltoztassuk, anélkül, hogy ezzel adatvesztést okoznánk. Erre a célra használható Windows rendszereken a Partition Magic vagy az EaseUS-nak a Partition Master programja, Unix rendszereken a parted program, melynek léteznek grafikus frontendjei, például a qtparted.

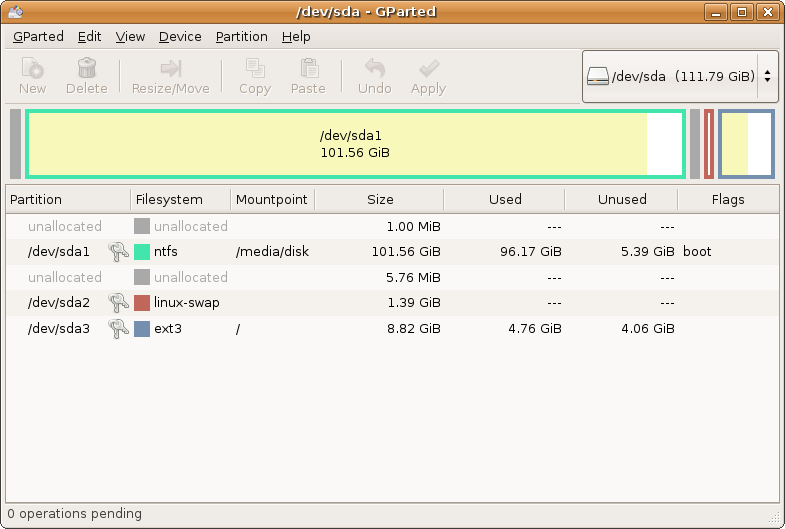
A GParted program

Figyelem! Meglévő partíciós tábla átírása esetén erősen ajánlott biztonsági mentést készíteni a merevlemezen található adatokról, mert a program használata közben visszavonhatatlan károkat okozhatunk, ha nem vagyunk elég körültekintőek.
- Ghost (szoftver)
- QtParted
- GParted
- GNU Parted
- g4u

## BSD disklabel
BSD operációs rendszereken a disklabel egy adattároló eszközön (például merevlemez) lévő rekord, mely a partíciók elhelyezkedésének információit tartalmazza. Mivel a BSD operációs rendszerek PC-re is telepíthetők, ebben az esetben az MBR partíciós táblában egy elsődleges partíció tartalmazza a disklabelt.
A disklabel 16 bejegyzést tartalmaz, így 16 partíció számára van elég hely. Hagyományosan ezeket az angol ábécé első 16 betűjével (a-p) jelöljük.
Az első három partíciónak – szintén hagyományosan – speciális jelentése van.
- Az 'a' a root partíció
- A 'b' a swap partíció
- A 'c' átfedi a többi partícióbejegyzést, és a teljes, disklabellel megcímzett merevlemez-szeletet rögzíti. Ebből adódóan a gyakorlatban a disklabel csak 15 partíciót tartalmazhat, és a kezdete és a hossza rögzített.